# Cumbe Mayo

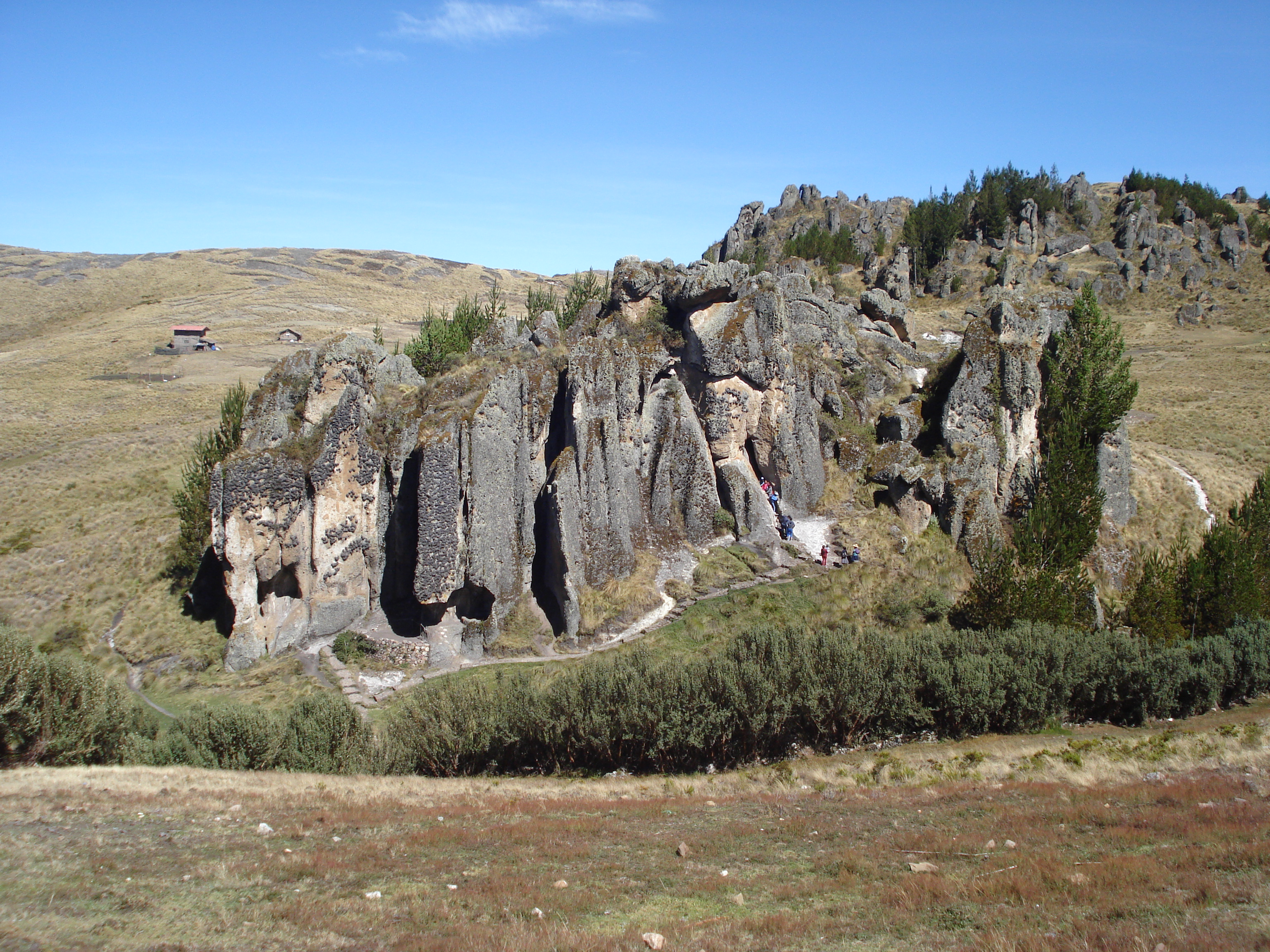
Los Frailones

Cumbe Mayo  ou Kumbe Mayo  é um sítio arqueológico do Peru, que está localizada cerca de 19 km a sudoeste da cidade peruana de Cajamarca , a uma altitude de cerca de 3.500 metros acima do nível do mar .

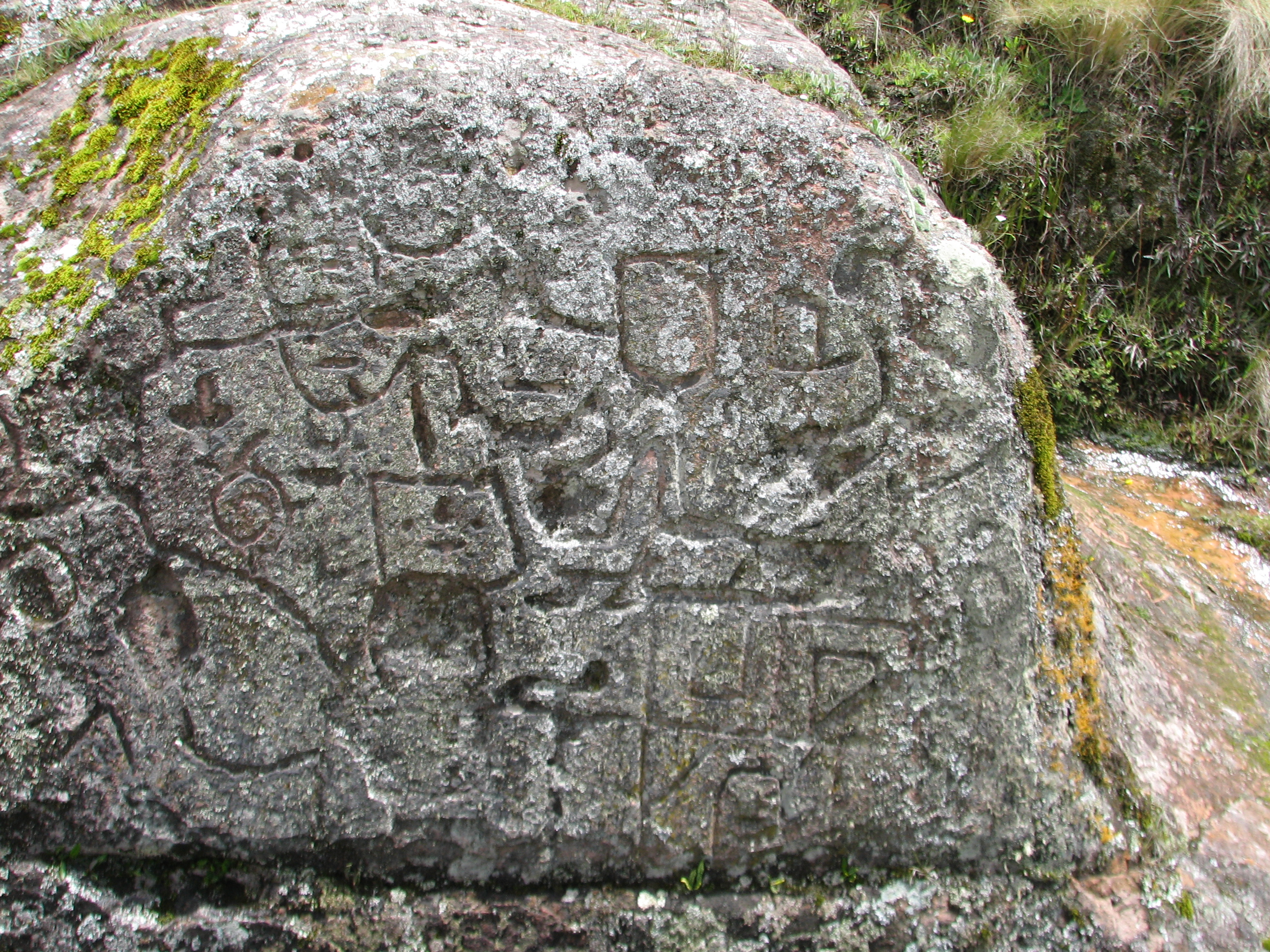
petroglifos de Cumbemayo

O sítio arqueológico se destaca pelas ruínas de um aqueduto pré-Inca, que tem cerca de 8 km de comprimento. O aqueduto pegava a água da chuva e do derretimento da neve do alto da montanha do lado voltado a Bacia do Atlântico e a transportava para as áreas baixas próximas ao Oceano Pacífico . Acredita-se ter sido construído por volta de 1500 a.C., sendo uma das mais antigas estruturas existentes na América do Sul. O nome Cumbemayo pode ter suas raízes na língua quíchua, como Kumpi Mayu , que significa "canal de água bem construído" ou Humpi Maio , que significa "rio estreito". 
Existem petroglifos no aqueduto e nas cavernas das proximidades. Esta área montanhosa remota é também o local de uma "floresta de rochas", compostas de rochas vulcânicas que foram esculpidas pela erosão. Estas formações de rocha vulcânica são também chamadas de Los Frailones ou  Los Monjes de Roca.

## Descoberta arqueológica

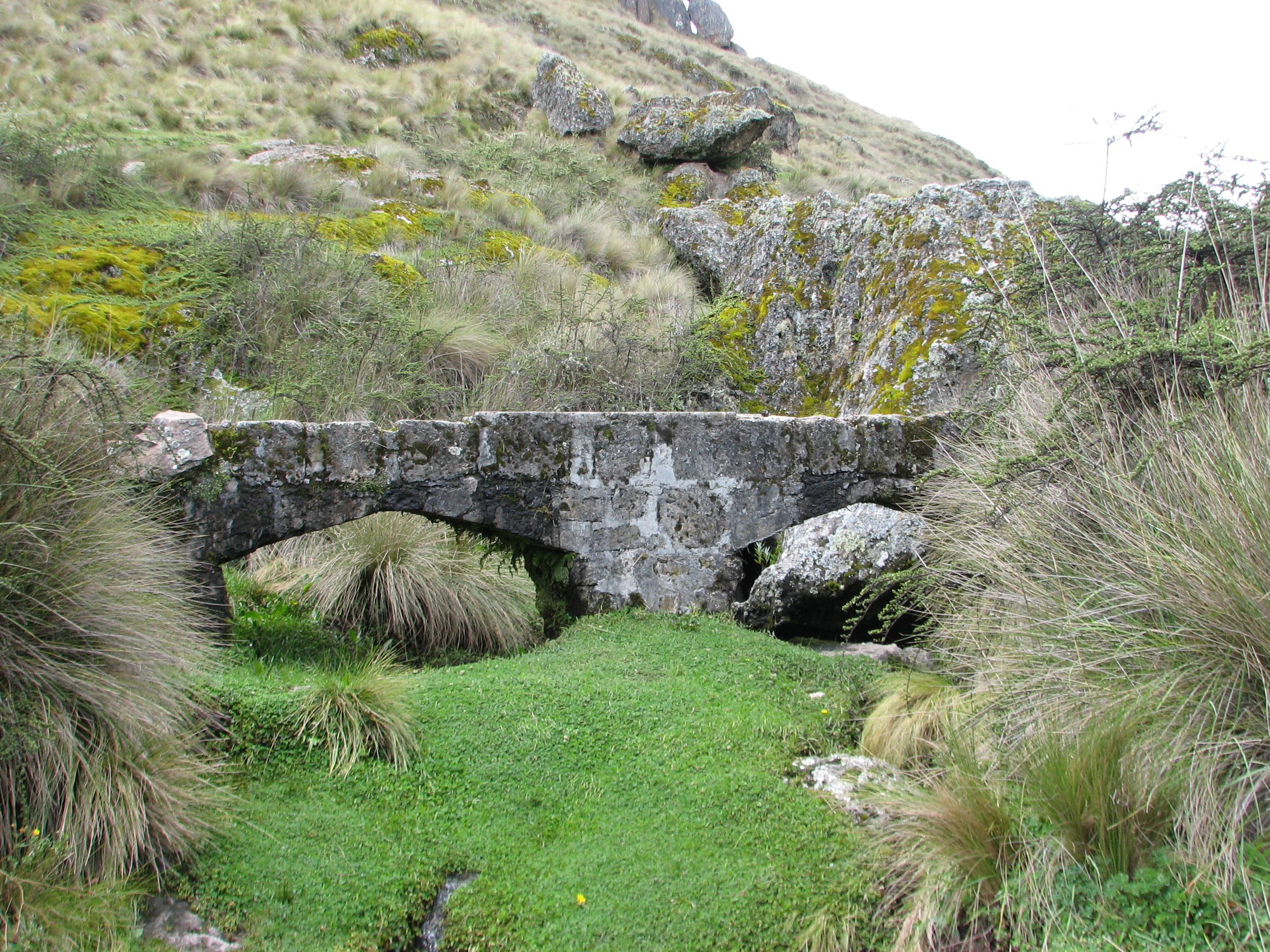
Ponte

Em 1937 o aqueduto foi investigado pelo arqueólogo Julio C. Tello, que sugeriu que seria de um período anterior aos incas (cerca de 1000 a.C.). Estudos realizados por pesquisador Rogger Ravines indicam que o canal foi utilizado por muitos séculos e poderia ser associado a um santuário esculpido na rocha, localizado perto do canal, na borda do afloramento rochoso conhecido como Los Frailones . 

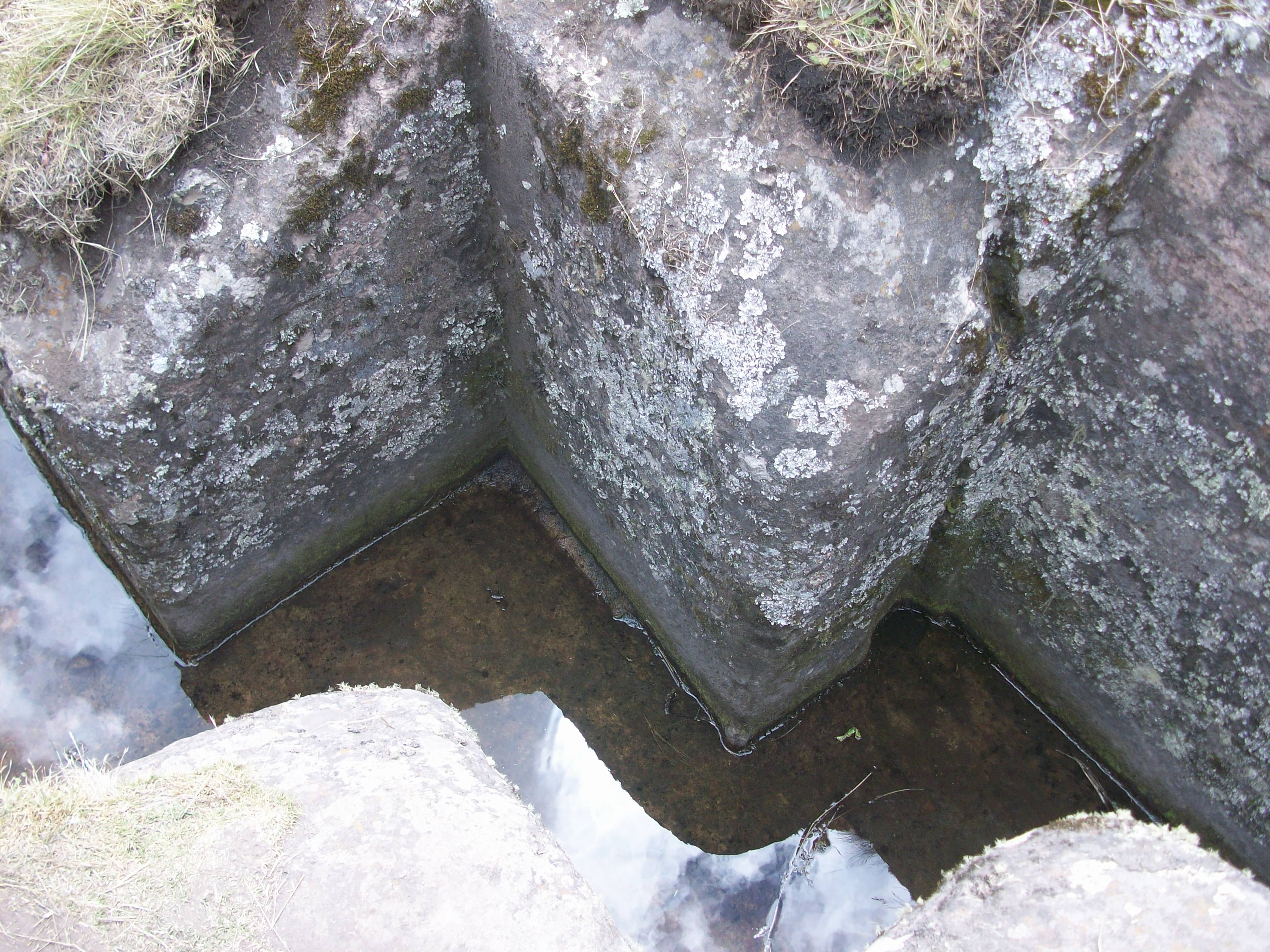
Ângulos para diminuir velocidade da água

Na direção do aqueduto pode-se observar alguns degraus esculpidos na pedra, e uma pedra esculpida que fora usado como altar cerimonial. Também é proeminente o Santuário um penhasco enorme que se assemelha a cabeça de um homem, cuja boca seria uma gruta, onde foram depositados interessantes mas indecifráveis petroglifos. As cavernas e abrigos da área evidenciam outras gravuras em pedra, onde os visitantes podem ver figuras antropomórficas.  
O aqueduto serpenteia as colinas em direção à cidade de Cajamarca, estendendo-se por cerca de oito quilômetros de comprimento. Atravessando terrenos de terra, fizeram muros de contenção e pontes por onde o aqueduto passava, nas areas rochosas o canal era esculpido na rocha com tamanha perfeição tanto na horizontal quanto na vertical, em algumas partes o canal tinha dois ou três ângulos retos para diminuir a velocidade da água.  Os canais trouxeram água dos terrenos altos para os vales, o que foi essencial durante os períodos de escassez de água. Alguns petroglifos também estão espalhados ao redor do aqueduto e nas cavernas circundantes. Esses símbolos fornecem informações adicionais sobre as pessoas que construíram os canais. 